# Космонавт Владимир Комаров (судно)
«Космона́вт Влади́мир Комаро́в» — бывшее научно-исследовательское судно Академии наук СССР, предназначенное для обеспечения оперативного управления космическими аппаратами, измерения дальности и радиальной скорости космических объектов, приема телеметрической и научной информации, передачи командной информации, ведения переговоров с космонавтами. Основной район работы — Атлантический океан.
Главный конструктор — Александр Ефимович Михайлов.

## История постройки
Быстрые темпы развития советской космонавтики требовали многократного расширения задач, решаемых судами. Возникла потребность в судне универсального типа, которое было бы способно полностью заменить стационарный измерительный пункт, работающий с околоземными и межпланетными космическими объектами в любой точке Мирового океана. Для этих целей было решено переоборудовать построенный на Херсонском судостроительном заводе сухогруз проекта 595 — «Геническ».
В январе 1967 года, судно было пришвартовано к стенам Балтийского завода в Ленинграде, где в апреле ему было присвоено новое название в честь недавно погибшего на космическом корабле «Союз-1», лётчика-космонавта Владимира Михайловича Комарова. Всего на доработку судна отводилось полгода.
Проектированием занималось Невское ПКБ

## Конструкция судна[2]
В ходе переоборудования судно подверглось значительным изменениям конструкции.
Для обеспечения необходимого числа лабораторий и служебных помещений была увеличена высота борта на 2,5 метра, а также изменена носовая и кормовая надстройки. Для обеспечения лучшей устойчивости судна с помощью дополнительных бортовых отсеков-булей была увеличена ширина в средней части на 2,7 метра.
Для установки параболических антенн была использована гиростабилизированная платформа, способная сохранять горизонтальное положение с точностью 15 минут при скорости ветра до 20 м/с и волнении моря до шести баллов.
Две параболические антенны диаметром 8 метров и весом 28 тонн каждая позволяли поддерживать радиосвязь с космическими объектами до окололунных расстояний. Впервые эти антенны были использованы при работах с автоматическими межпланетными станциями «Зонд-4» и «Зонд-5».
Третья параболическая антенна диаметром 2,1 метра, весом 18 тонн осуществляла автоматическое сопровождение спутников и вырабатывала сигналы для коррекции программы наведения антенн.
Для защиты от ветра антенны были закрыты шарообразными радиопрозрачными укрытиями диаметром 18 метров для больших и 7,5 для малой.
Для охлаждения параметрических усилителей жидким азотом судно оборудовали криогенной установкой.
Для обеспечения защиты работающего персонала от высокочастотных излучений, впервые была применена экранировка помещений и введена сигнализация, предупреждающая о работе передающих средств во всех точках судна, где существует опасность облучения.
Энергоснабжение общесудовых потребителей осуществлялось с помощью электростанции мощностью 0.9 МВт, для экспедиционного оборудования использовалась отдельная электростанция мощностью 2.4 МВт.
Системы кондиционирования воздуха и вентиляции поддерживали в лабораториях, жилых и общественных помещениях постоянную температуру около 20 °C при изменении температуры наружного воздуха в диапазоне от −30° до +30 °C.

## Экспедиции
После завершения ходовых испытаний, 1 августа 1967 года «Космонавт Владимир Комаров» ушел из Ленинграда в свой первый экспедиционный рейс. Судно получило приписку к порту Одесса и вошло в состав Черноморского морского пароходства (ЧМП).
Почти за 22 года эксплуатации судно совершило 27 экспедиционных рейсов, продолжительностью от одного до одиннадцати месяцев, за это время было пройдено около 
700 000 морских миль, что составляет около 13 лет «чистого» плавания. Оно принимало участие в управлении полетом космических объектов практически всех типов, в их числе орбитальные станции «Салют», «Мир», космические корабли «Прогресс», «Союз», межпланетные станции «Венера» и «Вега».
Из последнего рейса судно вернулось в Одессу 22 мая 1989 года. Судно было перебазировано в бассейн Балтийского моря и переоборудовано для использования в научных целях, но по другому профилю.

## Утилизация
В 1994 году оно было списано и продано по цене металлолома в Индийский порт Аланг. Порезка судна окончилась 3-го ноября 1994 года.